# 拉夫里基 (斯克維拉區)
49°35′57″N 29°42′56″E / 49.59917°N 29.71556°E
拉夫里基（烏克蘭語：Лаврики）是位於烏克蘭北部的村莊，由基辅州白采爾克瓦區的斯克維拉市鎮負責管轄。該村始建於1631年，面積2.42平方公里，海拔高度223米，2001年人口377，人口密度每平方公里155.8人。